# Остшиці (Поморське воєводство)
Остшиці (пол. Ostrzyce) — село в Польщі, у гміні Сомоніно Картузького повіту Поморського воєводства.
Населення — 517 осіб (2011).
У 1975-1998 роках село належало до Гданського воєводства.

## Демографія
Демографічна структура станом на 31 березня 2011 року:
|          | Загалом | Допрацездатний вік | Працездатний вік | Постпрацездатний вік |
| -------- | ------- | ------------------ | ---------------- | -------------------- |
| Чоловіки | 257     | 72                 | 154              | 31                   |
| Жінки    | 260     | 66                 | 142              | 52                   |
| Разом    | 517     | 138                | 296              | 83                   |